# Historisch Park Sukhothai
Het Historisch Park Sukhothai in het noorden van Thailand omvat de ruïnes van de hoofdstad van het koninkrijk Sukhothai. Het staat op de werelderfgoedlijst van UNESCO.
Het park kan verdeeld worden in vijf zones, namelijk: centrum, noord, zuid, oost en west.
Het centrum vormt een rechthoek van 2 km van noord naar zuid en 1,6 km van oost naar west en is omgeven door stadsmuren met een opening in het centrum van elke zijde. Binnen de muren bevinden zich de overblijfselen van het koninklijk paleis en 26 tempels, waarvan Wat Mahathat de grootste is.
In het gebied om het centrum bevinden zich binnen een straal van vijf kilometer nog 70 andere historische locaties.
Het park wordt onderhouden door de Thaise overheid met hulp van UNESCO. Jaarlijks komen duizenden bezoekers naar deze historische plaats om zich te vergapen aan de ruïnes, tempels en vele Boeddhabeelden.
De bescherming van het gebied kwam voor het eerst ter sprake in de Royal Gazette (Volume 92, Deel 112) op 2 augustus 1961. In 1976 werd het restauratieproject goedgekeurd en in juli 1988 werd het park officieel geopend. Op 12 december 1991 is het op de werelderfgoedlijst geplaatst, gelijktijdig met twee andere steden uit het voormalig koninkrijk Sukhothai: Kamphaeng Phet en Si Satchanalai. Gezamenlijk heten ze UNESCO World Heritage site Historic Town of Sukhothai and Associated Historic Towns.

## Galerij
- Korte video met beelden uit Historisch Park Sukhothai

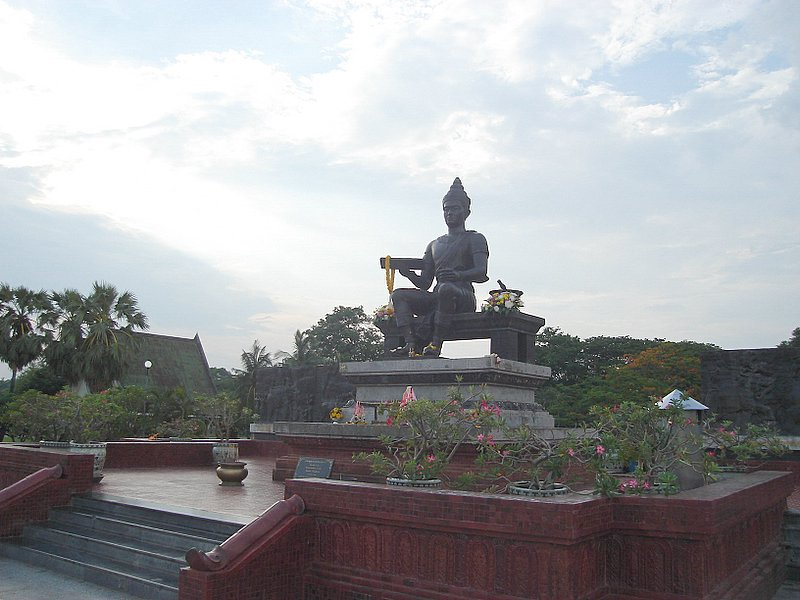
Standbeeld van Ramkhamhaeng de Grote, Koning van Sukhothai
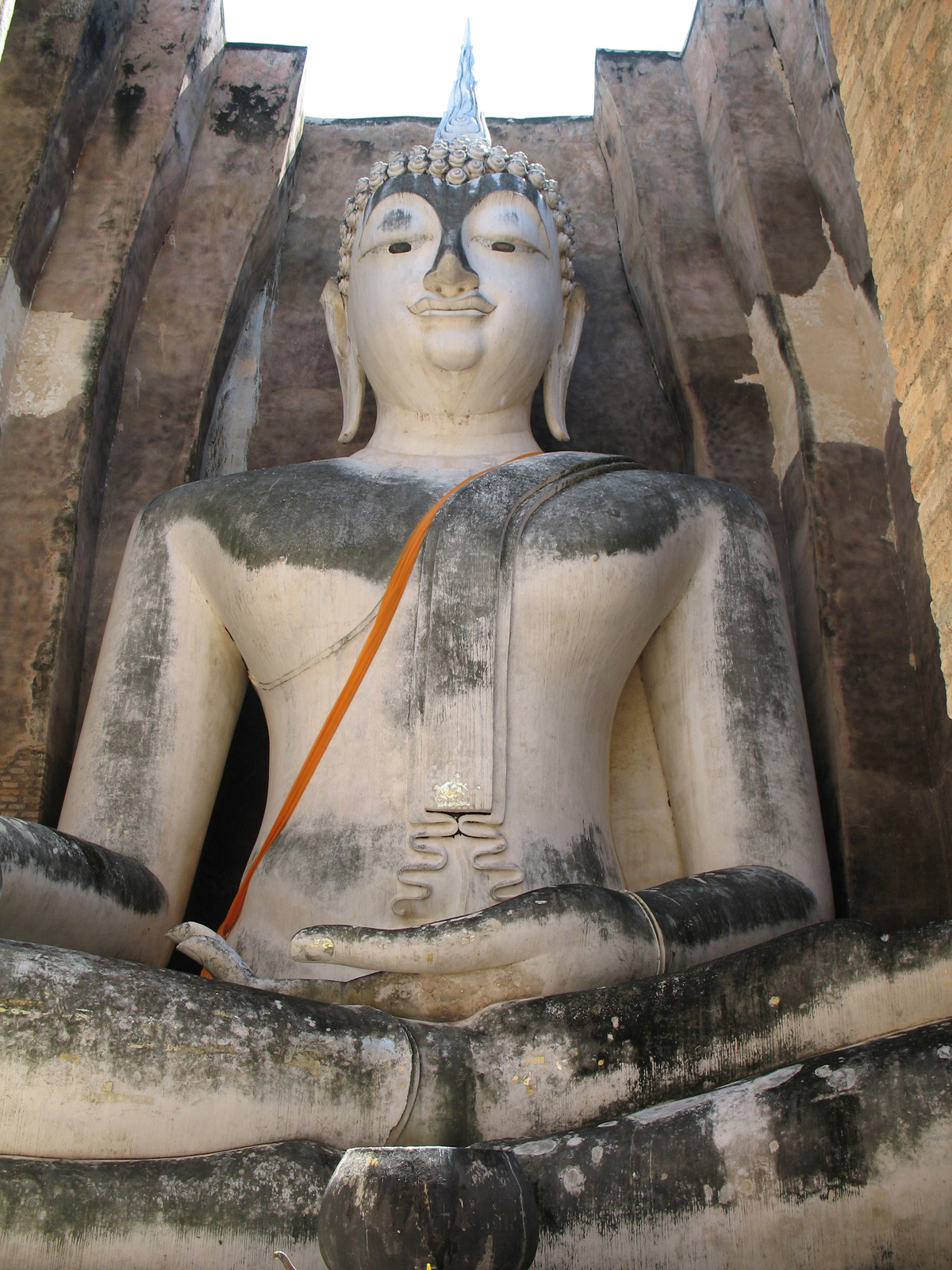
Wat Si Chum
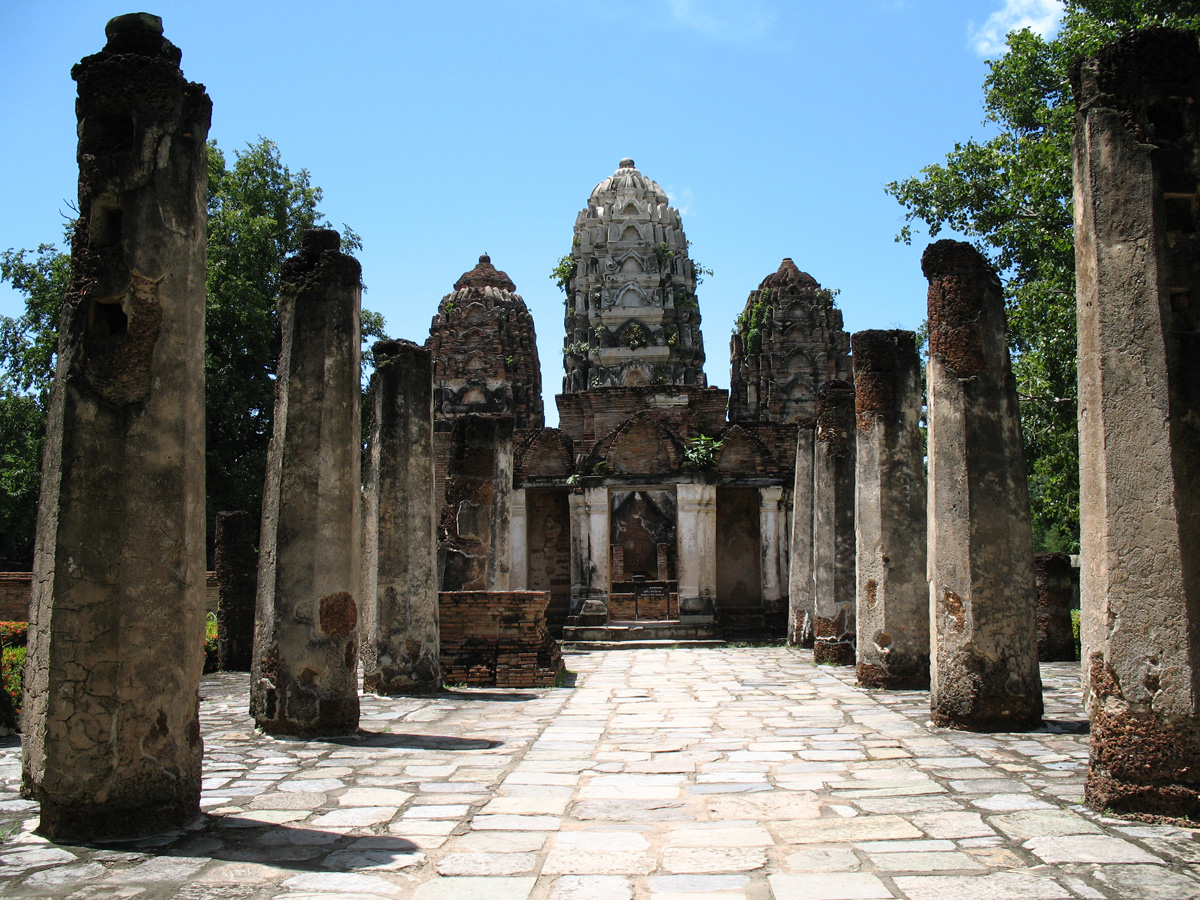
Wat Si Sawai
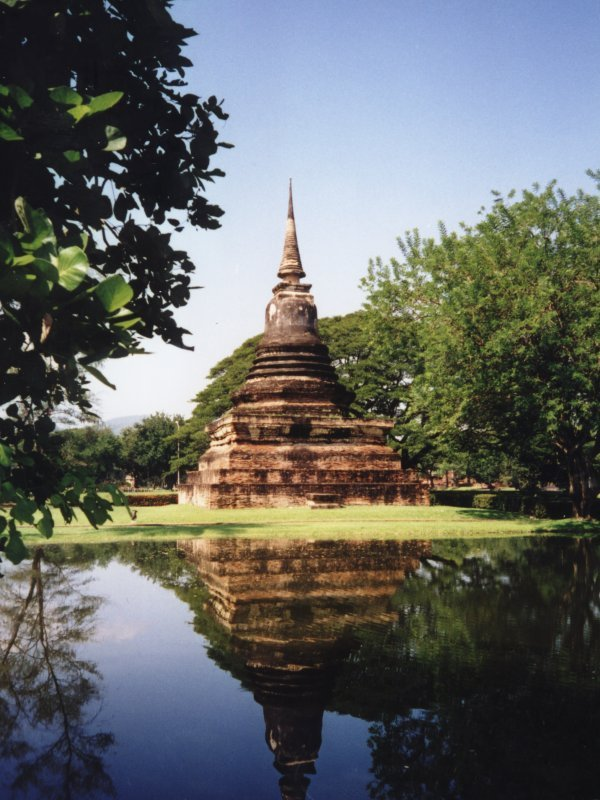
Een van de stoepa's in het park